# Brotmesserdämpfungsglied

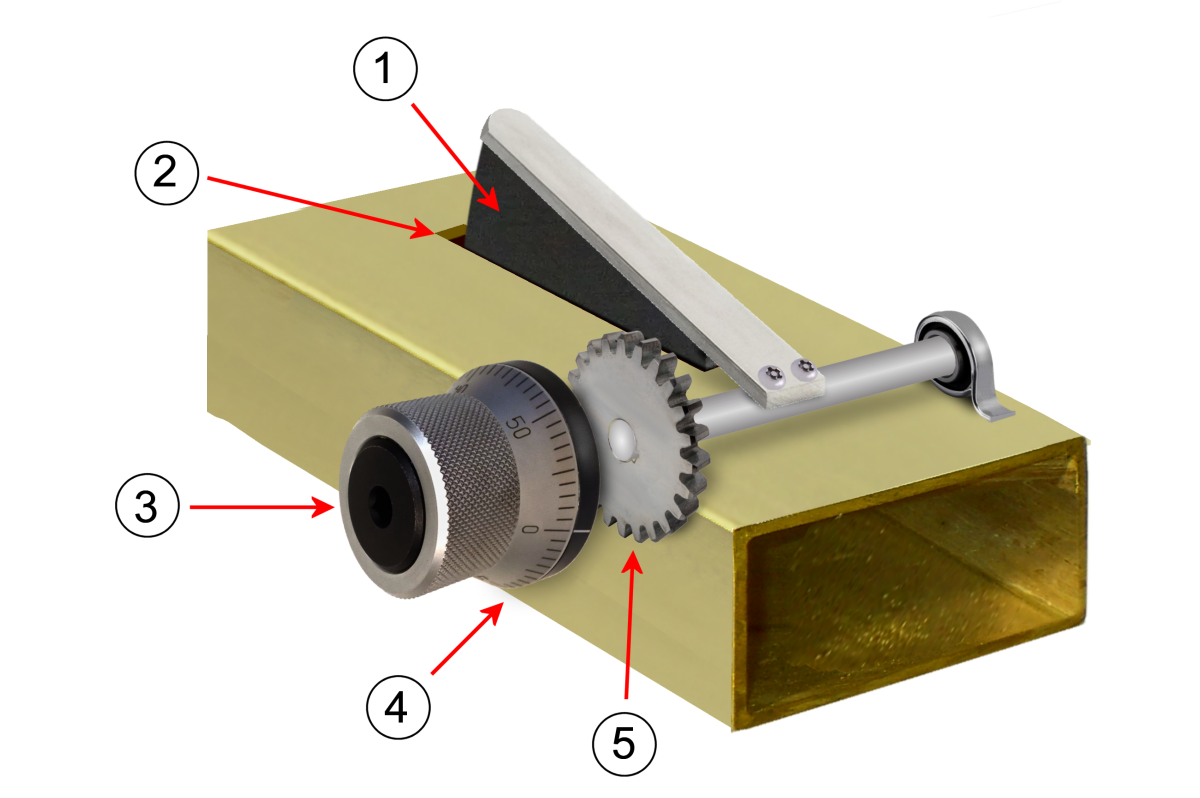
Schema eines Brotmesserdämpfungsglieds:
1) Bewegliche Klappe mit Dämpfungsmaterial, 2) Schlitz im Hohlleiter, 3) Bedienknopf, 4) Skaleneinteilung, 5) Reduziergetriebe 4:1

Ein Brotmesserdämpfungsglied (englisch flap attenuator oder: resistive card attenuator) ist eine Hohlleiterkomponente, die in der Hochfrequenz- (HF-) und Mikrowellentechnik als Bauelement verwendet wurde.

## Zweck
Dieses Dämpfungsglied diente in der Hohlleitertechnik dazu, ein Signal stufenlos (kontinuierlich) abzuschwächen und dabei möglichst keine Reflexion zu verursachen.

## Aufbau

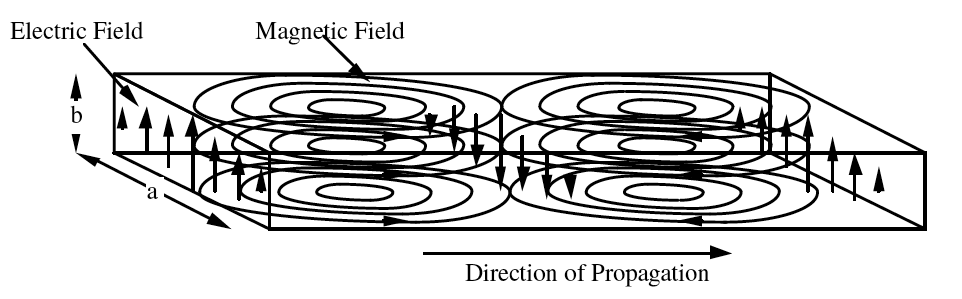
Das elektrisches Feld (Electric Field) ist am stärksten in der Mitte der Breitseite (a).

Die Dämpfung wird dadurch erreicht, dass in der Mitte der Breitseite (a) in Längsrichtung ein Schlitz eingebracht wird und durch diesen eine verlustbehaftete dielektrische Lamelle mehr oder weniger weit in den Hohlleiter eingeschoben wird. Da in der Mitte des Hohlleiters die elektrische Feldstärke E am größten ist und die E‑Feldlinien parallel zur Lamelle verlaufen, ist die Wechselwirkung gut gegeben.
Es gibt verschiedene Bauformen: Das Absenken der Lamelle kann mithilfe einer Mikrometerschraube erfolgen oder durch eine einfache Klappe. Diese wirkt ähnlich wie eine Absperrklappe in Rohrleitungen, beruht jedoch auf einem anderen Prinzip. Beim Brotmesserdämpfungsglied ist die Lamelle stets parallel zur „Flussrichtung“ orientiert und niemals quer. Ihre Wirkung beruht auf einer mehr oder weniger großen Dämpfung der Wellen. Je tiefer die verlustbehaftete Lamelle eindringt, desto größer ist die Dämpfung.
Die besondere abgerundete (getaperte) Form der Lamelle dient dazu, einerseits eine gute Anpassung zu gewährleisten, also möglichst geringe Reflexionen, und andererseits die Dämpfung möglichst linear mit der Absenkung zu variieren. Die Form der Lamelle erinnert an ein Brotmesser mit sanft zulaufenden Enden (siehe auch: Skizzen unter Weblinks).
Die Lamelle besteht beispielsweise aus einer metallbedampften Glimmerfolie oder einer schwach leitfähigen Graphitpapierfolie. Die Dämpfungsvariation von Dämpfungsgliedern dieser Bauform, wie der früher (etwa 1950 bis 1980) kommerziell erhältlichen Modellserie 375A von Hewlett Packard, betrug 0 bis 20 dB.

## Nachteile

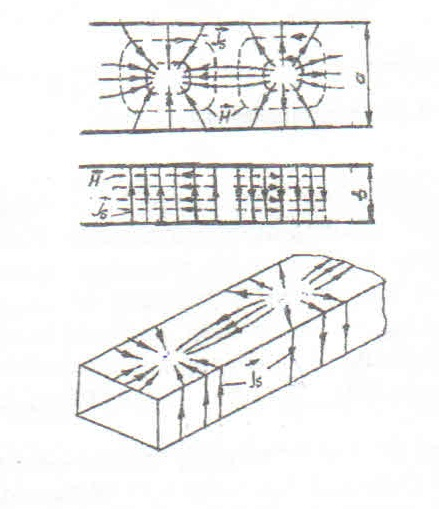
Da die Ströme in der Mitte der Breitseite (a) in Längsrichtung fließen, stört der Schlitz kaum

Der mittig in die Breitseite (a) eingefügte schmale Längsschlitz stört den Stromfluss nur unwesentlich, da er parallel zu den Flusslinien verläuft (Bild). Dennoch stellt er eine gewisse konstruktive Schwäche dar, die zu Reflexionen und zu Abstrahlungsverlusten (siehe auch: Schlitzantenne) führen kann. Kommerziell erhältliche Flap attenuators sind allerdings in Regel vollständig geschirmt, wodurch jegliche Abstrahlung verhindert wird (siehe auch: Foto unter Weblinks).
Für hohe messtechnische Ansprüche ist ferner wichtig, darauf zu achten, dass keine höheren Moden verursacht werden.
Prinzipbedingt ist die Dämpfung dieses Bauteils frequenzabhängig, was für viele Anwendungen nachteilig ist. Auch sind Brotmesserdämpfungsglieder nur für relativ kleine Leistungen geeignet (< 10 W), da die Wärmeabfuhr hier schwierig zu lösen ist. Deshalb wurden sie vor allem in der Hochfrequenzmesstechnik verwendet – nicht für Sendeanlagen.